# Cratichneumon armillatops
Cratichneumon armillatops là một loài tò vò trong họ Ichneumonidae.